# Ґваюла срібляста
Ґваюла срібляста (Parthenium argentatum) — багаторічний дерев'янистий чагарник з роду ґваюла (Parthenium) родини айстрових (Asteraceae), природно поширений на пасовищах пустелі Чіуауа, ареал також включає Південний Захід США та північ Мексики. Вперше рослину задокументував Джон Біґелоу в 1852 р. під час демаркації мексиканських кордонів і вперше описав Ейса Грей. Як виявилось, із ґваюли сріблястої можна екстрагувати натуральний каучук, етанол, нетоксичні клеї та інші хімічні речовини. Це альтернативне джерело гіпоалергенного латексу, на відміну від традиційного, який добувають із гевеї бразильської. Історично, хоча  найбільш широко використовуваним джерелом каучуку месоамериканців у доколумбові часи була Castilla elastica, ґваюла також використовувалась, хоча й рідше. Назва «Guayule» походить від науатльського слова ulli/olli, що означає «гума».

## Опис та поширення
Ґваюла срібляста росте в скелястих, вапнякових пустельних районах на повному сонці. Зовнішні гілки та листя рослини вкриті дрібними сріблястими волосками, які називаються трихомами, а на квітконосах у верхній частині рослини ростуть жовто-білі квіти. Опушене листя має білу восковисту поверхню, щоб запобігти висиханню. Рослина має розгалужену кореневу систему, що надає їй посухостійкості. Один стрижневий корінь тягнеться вниз, тоді як бічні корені розходяться від стрижневого кореня в боки. У деяких рослин бічні корені довші від головного кореня, у інших навпаки. Американські корінні популяції ґваюли сріблястої трапляються в районі Транс-Пекос на південному заході Техасу. Її також можна знайти в низькогірних пустельних районах Аризони, Нью-Мексико та деяких районах Південної Каліфорнії та мексиканських штатів Сакатекас, Коавіла, Чіуауа, Сан-Луїс-Потосі, Нуево-Леон та Тамауліпас; її можна вирощувати у подібних кліматичних умовах у всьому світі.

## Розведення та виробництво
Програми розведення ґваюли сріблястої були запроваджені з метою введення в культуру, комерціалізації та відбору високопродуктивних сортів. Відбір високопродуктивної ґваюли сріблястої ускладнює її тип розмноження, яке відбувається переважно апоміктично (нестатевим клонуванням  гамет). Ця система розмноження, ймовірно, непостійна, в усякому разі серед диких популяцій існують значні генетичні відмінності. Селекція високопродуктивних ліній була успішною.
Ґваюла срібляста пристосована до гарячих пустельних середовищ і непогано росте в добре дренованих, подібних до  пустельних, ґрунтах. Її культивували як у сухих, так і в зрошуваних умовах. Її можна вирощувати в районах, де річна кількість опадів коливається від 380 до 635 мм, а температура рідко опускається нижче - 9°С. Завдяки тому, що ґваюла срібляста виробляє терпенові смоли, які є природними пестицидами, вона стійка до багатьох шкідників та хвороб. Тим не менше, при повільному вирощуванні із насіння застосування гербіцидів виявилось необхідним до досягнення рослинами дорослого стану.

## Історія

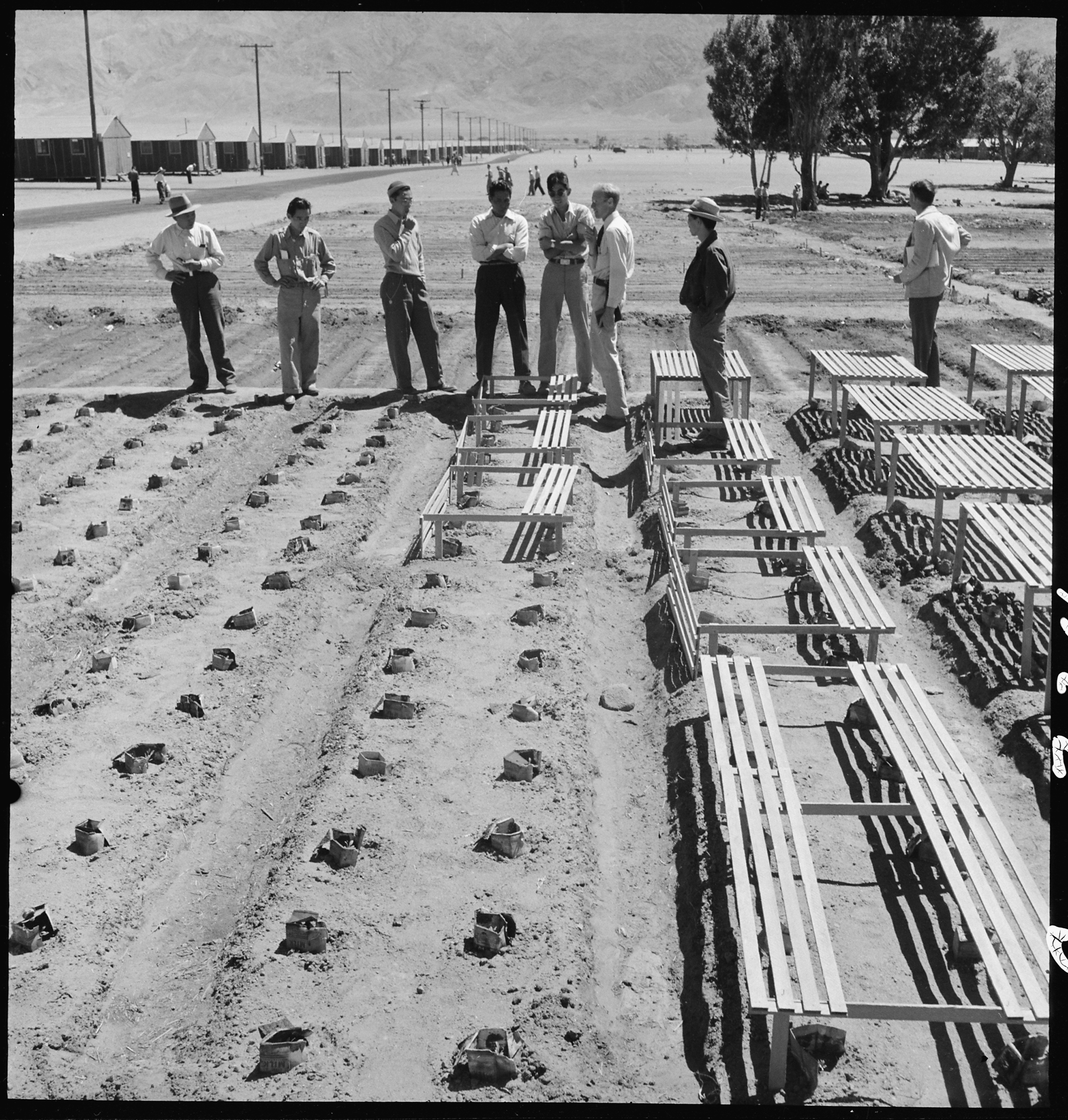
Доктор Роберт Емерсон (третій праворуч), біохімік і ботанік з Каліфорнійського технологічного інституту та керівник експерименту добування гуми з ґваюли сріблястої, інспектує молоді рослини в Манзанарі зі своїми співробітниками, дослідниками-інтернами 29 червня 1942 року.

У 1920-х роках рослина пройшла короткі та інтенсивні сільськогосподарські дослідження, коли Intercontinental Rubber Company у Каліфорнії виробила 1400 тонн каучуку після того, як листяний опік уразив бразильську гумову промисловість. Ґваюла срібляста знову стала заміною латексу, виготовленого з дерев гевеї під час Другої світової війни, коли Японія відрізала Америку від ресурсів латексу в Малайзії. Війна закінчилася раніше, ніж розпочалось масштабне добування сировини з плантацій ґваюли сріблястої, і проект скасували, оскільки дешевше було імпортувати деревний латекс, ніж подрібнювати кущі, отримуючи при цьому пропорційно меншу кількість латексу. 
В даний час PanAridus і Yulex є єдиними у світі комерційними виробниками натурального каучуку з ґваюли сріблястої. Yulex співпрацює з «Патагонією», яка зараз виготовляє свій гідрокостюм Yulex із стебел ґваюли в суміші 60/40 (60 % ґваюлового каучуку, 40 % неопрену), зменшуючи залежність від звичайного неопрену. 
У жовтні 2015 року корпорація Bridgestone оголосила про створення перших шин, повністю виготовлених із ґваюлового каучуку, побудувавши в попередньому році експериментальну ферму та дослідницький центр з біогуми в Месі, Аризона. Ґваюла срібляста вирощується в Месі та Ілої, Аризона.

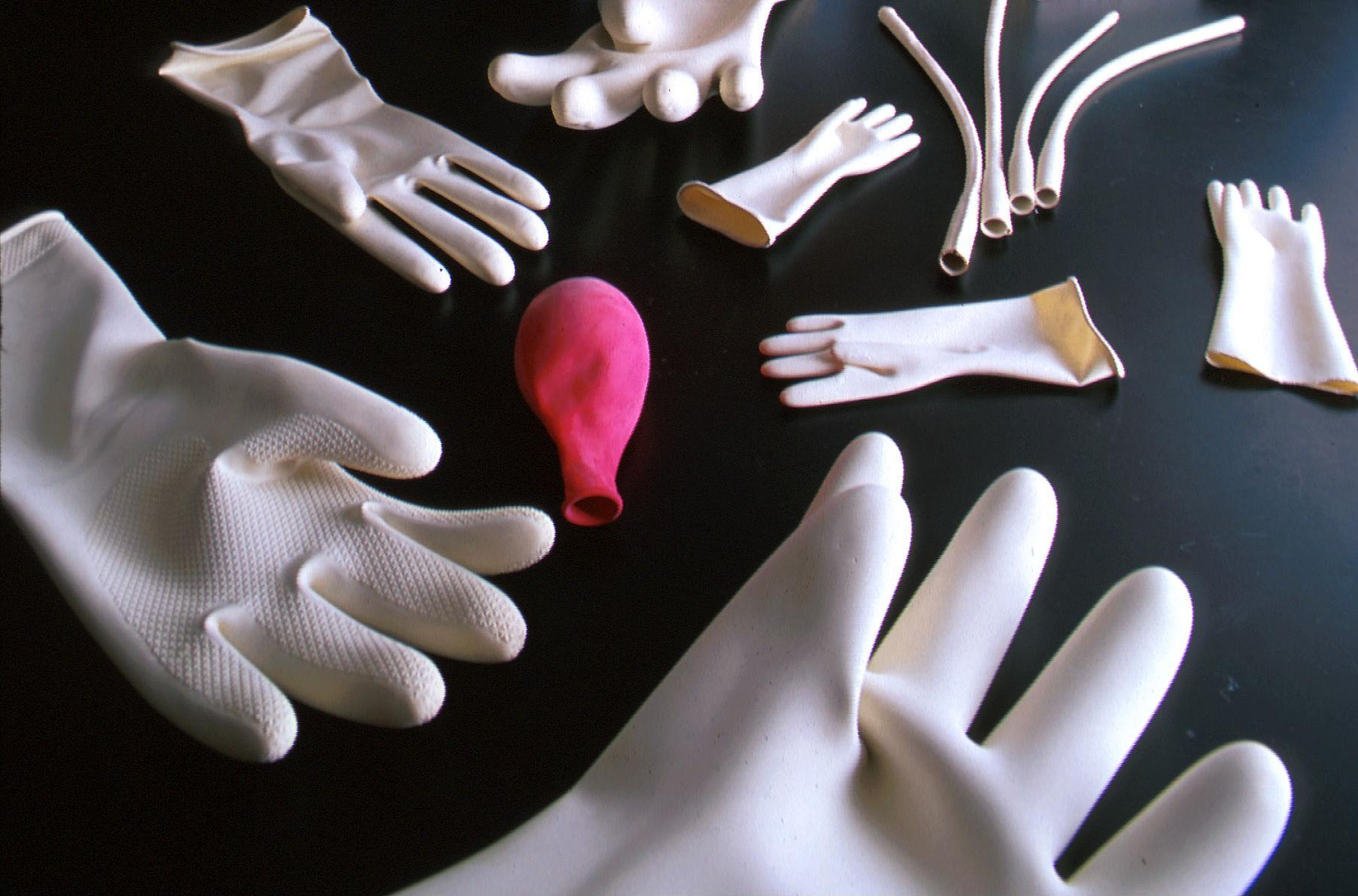
Експериментальні вироби з ґваюли сріблястої.

### Гіпоалергенні властивості
У 1980-х роках сплеск алергії на латекс типу 1 збігся зі зростанням попиту на латексні рукавички у всьому світі у відповідь на посилені запобіжні заходи проти поширення захворювань, наприклад, СНІДу та гепатиту B. Хоча каучук, що виробляється з гевеї, містить білки, які можуть викликати серйозні алергічні реакції у деяких людей, каучук з ґваюли — не викликає реакцій. Щоправда існують синтетичні альтернативи для виробів медичного призначення, вони виходять не настільки еластичними, як з натурального каучуку. Ґваюла срібляста дає каучук, подібний за властивостями до гевеєвого, але не містить білків, пов'язаних з алергією на латекс. У 1997 році Міністерство сільського господарства США дозволило процес виготовлення гіпоалергенного латексу з ґваюли сріблястої корпорації Yulex.

## Біопаливо
Використання ґваюли сріблястої як потенційної сировини для біопалива нещодавно було вдосконалене, як виходить з коментарів різноманітних експертів, зокрема Лестера Р. Брауна з Інституту політики Землі, в якому зазначається, що "[паливо з харчової сировини] протиставляє 800 мільйонів людей-власників автомобілів 800 мільйонам людей, які голодують". Це означає, що біопаливо, отримане з продовольчих культур (наприклад, кукурудзи), підвищує світові ціни на продовольство. Ґваюла срібляста може бути економічно вигідною культурою для біопалива, яка не збільшує проблеми голоду в світі. Ґваюла срібляста має ще одну перевагу перед продовольчими культурами, як біопаливо — її можна вирощувати в районах, де харчові культури не витримують посушливих кліматичних умов. 

## Зовнішні посилання
- Guayule: джерело природного каучуку [Архівовано 12 лютого 2021 у Wayback Machine.]
- GuayuleBlog.com